# Hofanlage Brockmannsmühle 2
Die Hofanlage Brockmannsmühle 2 an der Drepte in der niedersächsischen Stadt Osterholz-Scharmbeck-Garlstedt im Landkreis Osterholz stammt vom 19. Jahrhundert. Aktuell (2025) wird sie zum Wohnen und landwirtschaftlich genutzt.
Die Gebäude stehen unter Denkmalschutz (siehe auch Liste der Baudenkmale in Osterholz-Scharmbeck).

## Geschichte und Beschreibung
Garlstedt, weit westlich vom Stadtkern, wurde erstmals 1250 erwähnt.
Die Hofanlage gehört zur wasserbetriebenenBrockmannsmühle und liegt südöstlich von dieser. Sie besteht aus
- dem eingeschossigen traufständigen Wohn- und Wirtschaftsgebäude als Zweiständer-Hallenhaus von 1845 (Inschrift) massiv in Backstein, mit reetgedecktem Krüppelwalmdach mit Uhlenloch, und der Grooten Door mit flachem Korbbogen und rundbogigen Fenstern im Wirtschaftsgiebel und OG des Wohngiebels,[2]
- dem eingeschossigen Wohnhaus von 1898 (Inschrift) auf hohem Sockel in Backstein, mit schiefergedecktem Krüppelwalmdach auf einem Drempel, mit mittigem zweigeschossigen Giebelrisalit in der Westfassade und sparsamem Fassadenschmuck,[3]
- dem giebelständigen Backhaus von 1898 in Backstein mit Satteldach und mit angebautem Backofen[4]
- sowie weiteren nicht denkmalgeschützten Gebäuden.

Das Landesdenkmalamt befand u. a.: „… ein regionstypisches Hallenhaus in Zweiständerkonstruktion …“